# Sárospataki vár
A sárospataki vár vagy más néven Rákóczi-vár, a magyarországi késő reneszánsz építészet legértékesebb alkotása, Sárospatak legjelentősebb műemléke. A magyar nemzeti örökség része. A várban működik a Magyar Nemzeti Múzeum Rákóczi Múzeuma.
A magyar 500 forintos papírpénz hátoldalán a sárospataki vár látható, amely a hatalmas Rákóczi-birtoknak része volt. (A pénz előoldalán Mányoki Ádám: II. Rákóczi Ferenc portréja található.)

## Története
A mai várkastélyt és a hozzákapcsolódó város erődítéseit eredeti alakjukban 1534 és 1542 között Perényi Péter építtette. A mohácsi csata után ugyanis az ő birtokába került a város és a 15. századi Pálóczi-várkastély, mely a város északi végén helyezkedett el. Ez utóbbi a pártharcok során, 1528 után romba dőlt. Perényi a középkori városközpontot bástyásvárfalövvel vétette körül, és e külső vár délkeleti szegletében alakította ki új rezidenciáját, a „belső várat”, rombusz alaprajzú várudvarból megközelíthető reneszánsz lakótoronnyal. 1540–1542 között a várudvar keleti oldalán földszintes palotaszárny építésébe fogtak. A félbemaradt munkát Perényi Gábor országbíró fejezte be 1563-ban, s talán ő építtette a tornyot kívülről körülölelő ötszög elővédbástyát, a „párkányt” is.

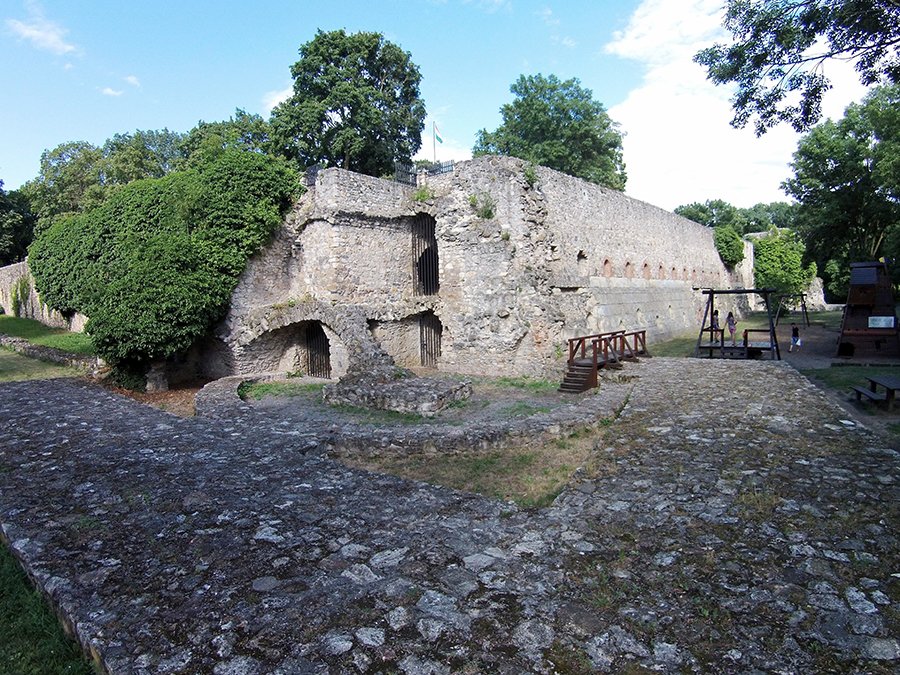
Várfal (Sárospatak)

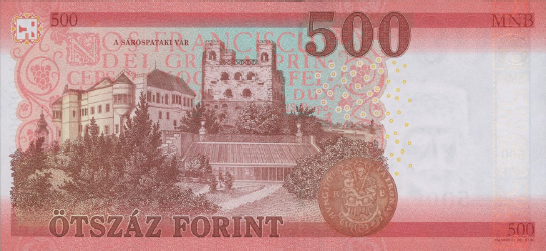
500 forintos bankjegy (2018)

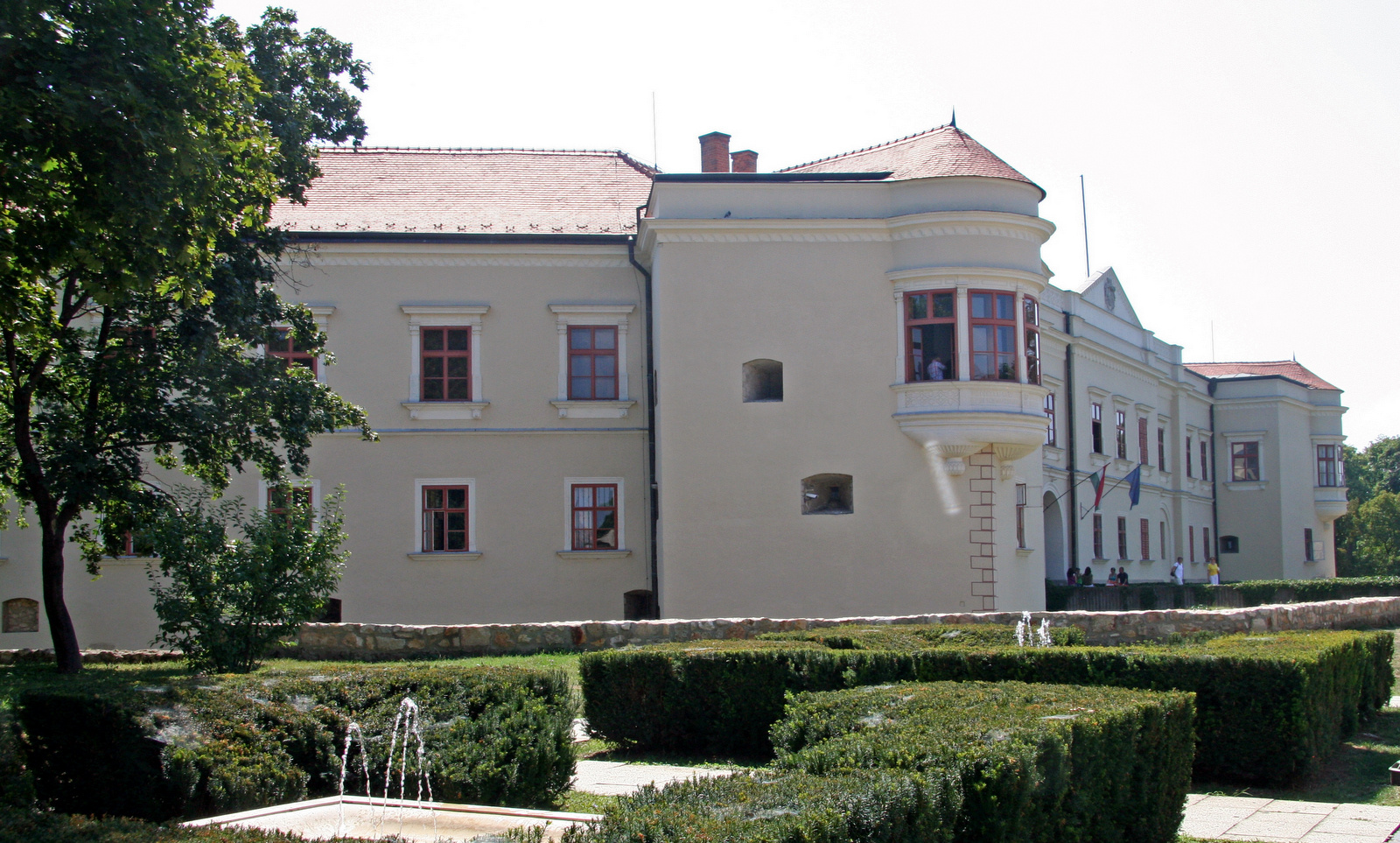
Az ún. Perényi-szárny

Halála után Patak a Szepesi kamara kezelésébe került 1567-ben. 1573-ban zálogbirtokként a Dobó család kapta, majd 1602-ben Dobó Ferenc halála után az örököseié lett. 1605-ben Bocskai hatalmába került, majd 1608-ban Lorántffy Mihály lányai vették örökségükként birtokukba az uradalmat. 1616-ban Lorántffy Zsuzsanna hozományaként lett Patak Rákóczi-birtok. Férjével, I. Rákóczi Györggyel együtt jelentős építkezésbe kezdett:
1617–18-ban a várkastély keleti szárnyára emeletet húztak, 1628-ban elkészült az új-bástya, s megerősítették a templom északi falát is. 1642-től a kastély déli szárnyára is emeletet építettek, 1647-ben pedig elkészült a Lorántffy-loggia. 1656-ban a Vörös-toronyra ágyúállással új szintet emeltek magas gúlatetővel, sarkain négy őrtornyocskával.
1670-ben Patakon robbant ki a Wesselényi-összeesküvés felkelése, melynek leverése után császári katonaság szállta meg a várat. 1683-ban Thököly kurucai felszabadították a várost, de 1685-ben a császáriak ostrommal ismét elfoglalták. 1694-ben II. Rákóczi Ferenc feleségével ide költözött, majd 1697-ben a hegyaljai felkelés idejénrövid időre Tokaji Ferenc felkelőinek kezére került az erősség. 1702-ben a császáriak a külső várat felrobbantották és a Vörös-torony egyes részeit megrongálták. 1703-ban foglalták el Patakot Rákóczi kurucai, és ekkor leégett a fényes várkastély. A vezérlő fejedelem 1708-ban ide hívatta össze az országgyűlést. A Rákóczi-szabadságharc leverése után osztrák-német eredetű birtokosok – 1700-tól a Trautsohn, 1808-tól a Bretzenheim, és 1875-től a Windisch-grätz családok tulajdona lett, akik a várkastélyt a 18–19. században erősen átépítették.

## A vár

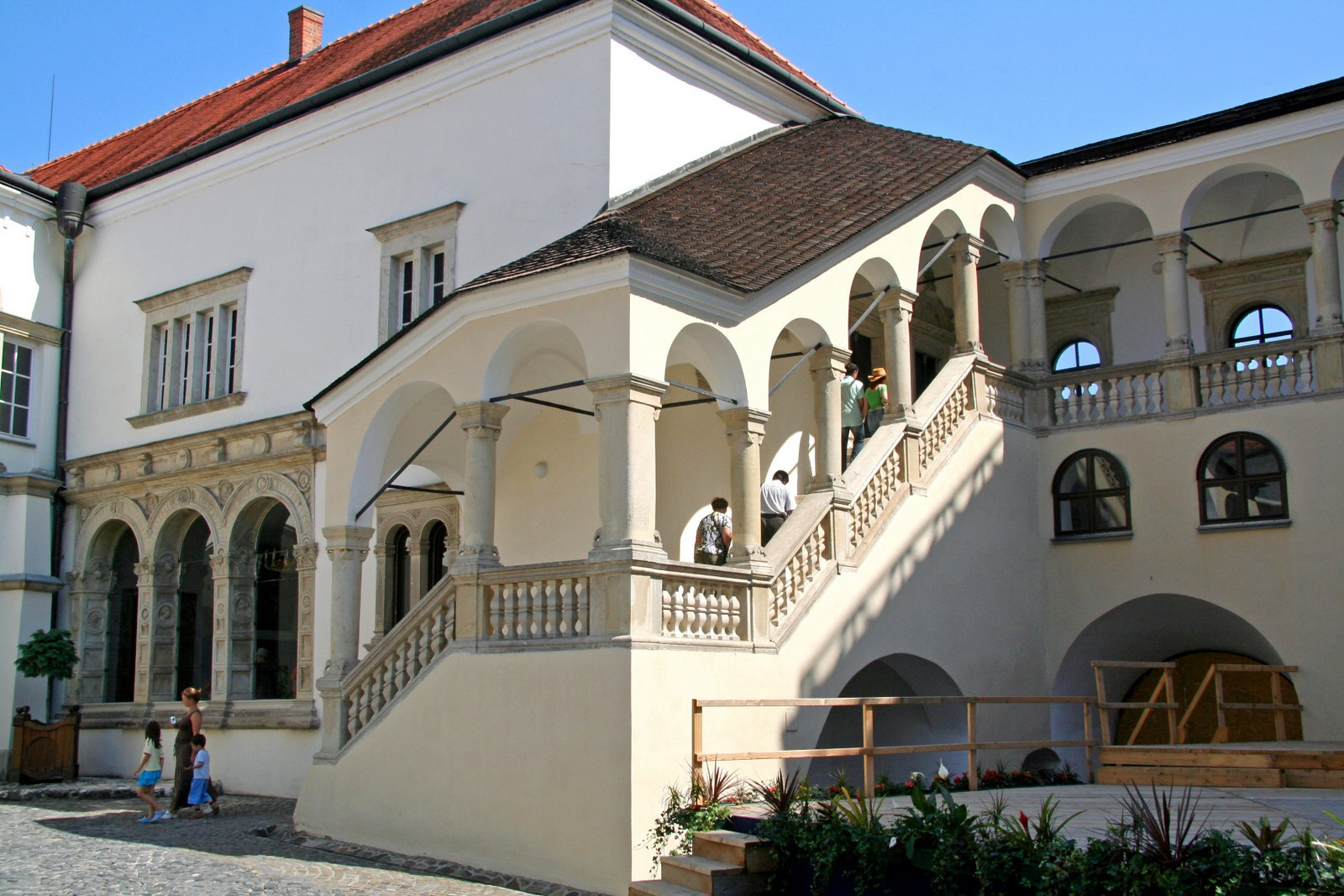
Az ún. Lórántffy-szárny

A várkastély magva a közel négyzetes alaprajzú, ötszintes Vörös-torony. Legalsó szintjének rézsűs homlokfalai keskeny lőrésekkel áttörtek. Bejáratai szintjén kapuját gazdagon díszített reneszánsz faragványok ékesítik. A kapuboltozatot torz fejekkel kitöltött kazetták tagolják, a párkány feletti oromzatban angyalfigura tartja a négyosztatú, lefaragott címerpajzsot. A homlokzatokat domborműves oromzatú ablakok törik át. A torony bejáratai szintjén konyha, sáfárház, kancellária, kincstár és levéltár helyezkedett el. A torony védelmi jellegét érzékeltetik a harmadik és negyedik szint között a homlokzatok mögött húzódó védőfolyosók és az ezekből nyíló lőrések. A negyedik szinten látható nagy terem, az egykori „öreg palota” hajdani pompájáról a reneszánsz faragványok, Perényi-címeres keretelések és a 16. századi ornamentális falfestés töredékei tanúskodnak. Az eredetileg famennyezetes termet a 17. században leboltozták. Délről csatlakozott hozzá a bokályos ház, I. Rákóczi György hajdani audienciás szobája. Az ágyúállások céljára 1656–1658-ban épült legfelső, hatalmas gúlatetővel lefedett szint sarkain három figyelőtornyocska emelkedik. A negyedik, a torony délkeleti sarkával együtt 1702 körül leomlott.
A Vörös-toronyhoz nyugat, illetve észak felől csatlakozik a rombusz alaprajzú, sarkain kiugró bástyákkal erődített, a várostól árokkal elválasztott várkastély, az egykori belső vár. Udvari homlokzata elé 19. században boltíves tornácokat emeltek, csak a keleti szárny földszintjén láthatók részben másodlagosan beépített reneszánsz elemek. Az udvar legértékesebb része a keleti szárnyat és a tornyot összekötő oszlopos-árkádos lépcső és a loggia, melyet Lorántffy Zsuzsanna építtetett. Innen a neve: Lorántffy-loggia).

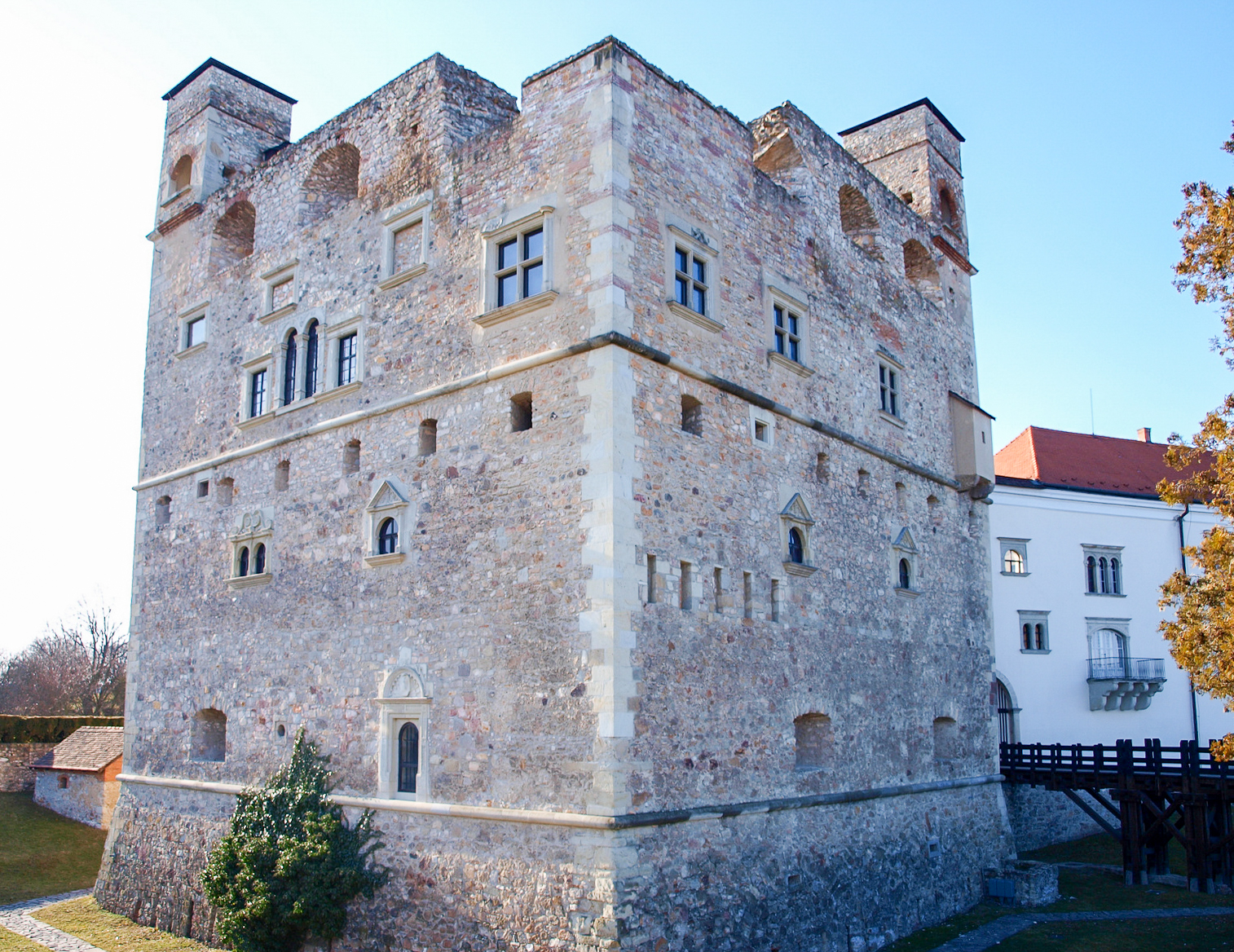
A Vörös-torony

Az északkeleti sarokbástya szegletén az emeleten a 17. századi „Sub-Rosa erkély” ugrik ki. Nevét a kerek erkélyszobácska festett boltozatának zárókövét díszítő stilizált rózsáról kapta. Kívül, a sarokbástyák külső szegletén múlt századi kiugró zárt körerkélyek láthatók. A várkastélyt árok választja el a várkerttől. A mai kapu mellett láthatók az egykori, múlt században befalazott felvonóhidas kapu nyílásának maradványai, s az árokban a híd pillérmaradványai.
A Vörös-tornyot délkeletről a 16–17. századi nagyméretű, ötszögű kazamatás bástya, a „párkány” veszi körül. A várkastély déli szárnyától indul a déli várfal, melynek felső szintjét a várkert magasságáig lerombolták. Ehhez csatlakozik a romos „Vörös-bástya”, majd az 1647-ben épített háromszintes, kazamatás délnyugati fal és bástya. Utóbbi romjain belül a 16. századi kerek bástya alapja látszik. A nyugati várfalat nagyrészt még a Rákóczi út házai takarják, melyek az egykori várárok területén állnak. Az 1631–1647 körül épített „Oroszlán-bástya” falmaradványai is felismerhetők még. Az északi város falszakasznak igen kevés maradványa látható, kivéve a gótikus templom megerősített északi falát, mely egykor a védművek része volt. A templom északi és déli falába 1670-ben a császáriak kapukat törtek. E fal északkeleten a nagyméretű „Tömlöc-bástyánál” végződik. Innen indul, s a palotához csatlakozik a keleti városfal, középen a „Vízikapuval”, melynek nagy félköríves kocsibejárata mellett kisebb gyalogkapu is nyílik. A régészeti ásatások feltárták a kapu előtti elővédbástya alapfalait is.

### Felújítás
A vár a Nemzeti Várprogram harmadik ütemének helyszíne.

## Légi felvételek a várról

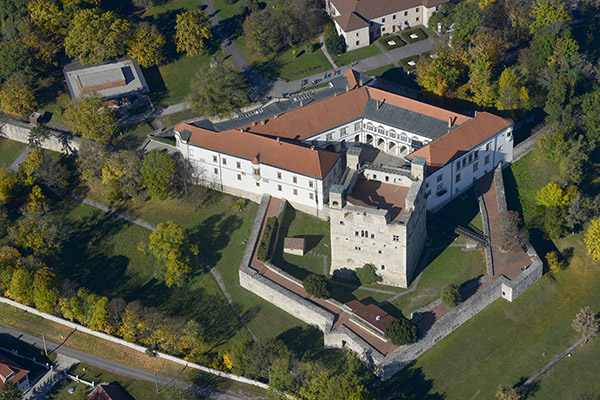
Sárospataki vár - légi felvételen
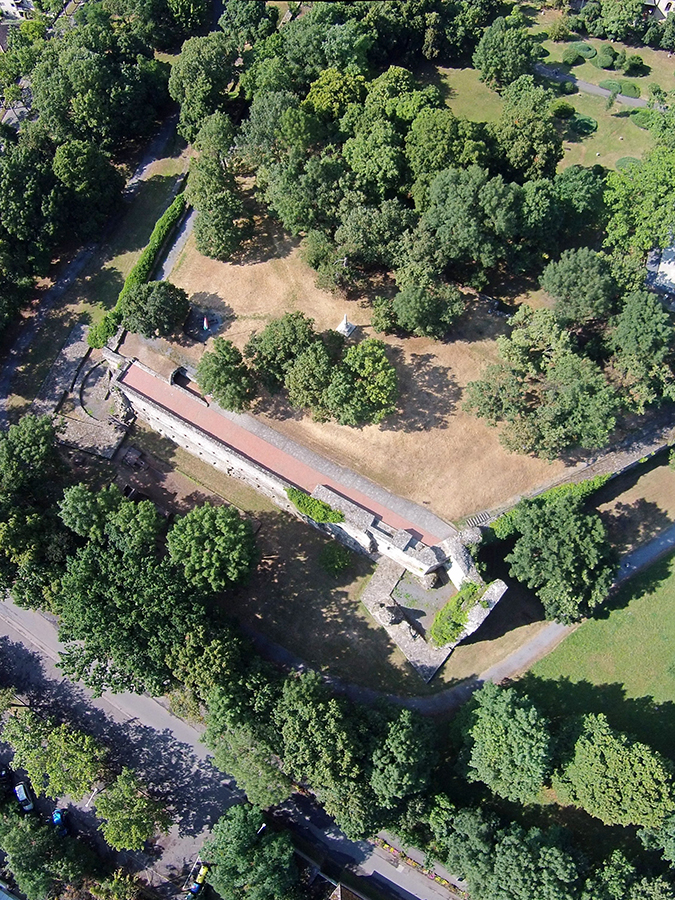
Sárospatak, a vár légi fotón
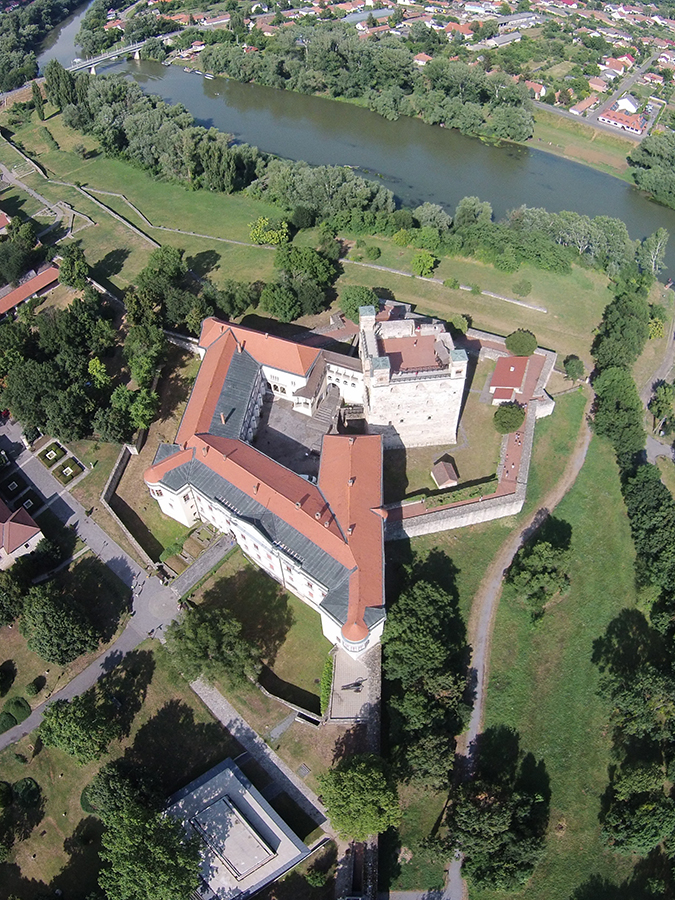
A sárospataki vár légi felvételen

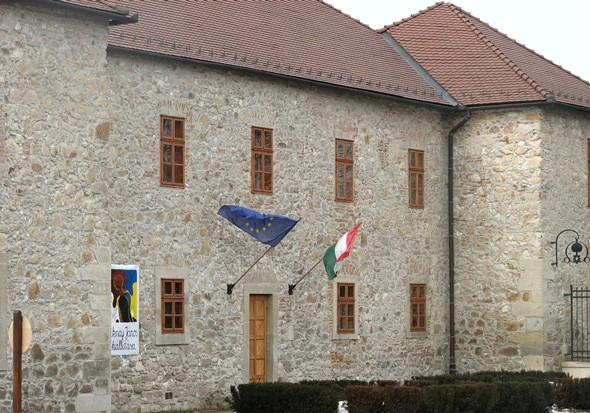
A Múzsák temploma

## A múzsák temploma
II. Rákóczi Ferenc nevéhez fűződik a trinitárius szerzetesek letelepítése. A szabadságharc bukása után valósult meg a Fejedelem terve, amikor is 1727-ben a szerzetesek hozzáláthattak rendházuk felépítéséhez. Az építkezés 1734-ben fejeződött be. 1783-ban II. József a trinitáriusok rendjét is feloszlatta. A kolostor berendezése részben a vártemplomba, részben Károlyfalvára került. Az épület a későbbiekben a pataki uradalom jószágkormányzóinak adott helyet. A megközelítően „U” alaprajzú épület déli szárnyában volt a templom, az ehhez a délkeleti sarkon csatlakozó bástyaszerű tömbben kápolna, e fölött pedig oratórium helyezkedett el. A templomhoz északról kapcsolódó nagy "L" alaprajzú, egyemeletes kolostorépületben a földszinten ebédlő, konyha és éléskamra kapott helyet. Az emeleten az udvar felőli oldalfolyosóról nyíló cellasor volt.
A műemléki helyreállítás az eredeti tömegalakítás és homlokzatokat megtartva, az eredeti alaprajzi elrendezést visszaállította.

## Képgaléria

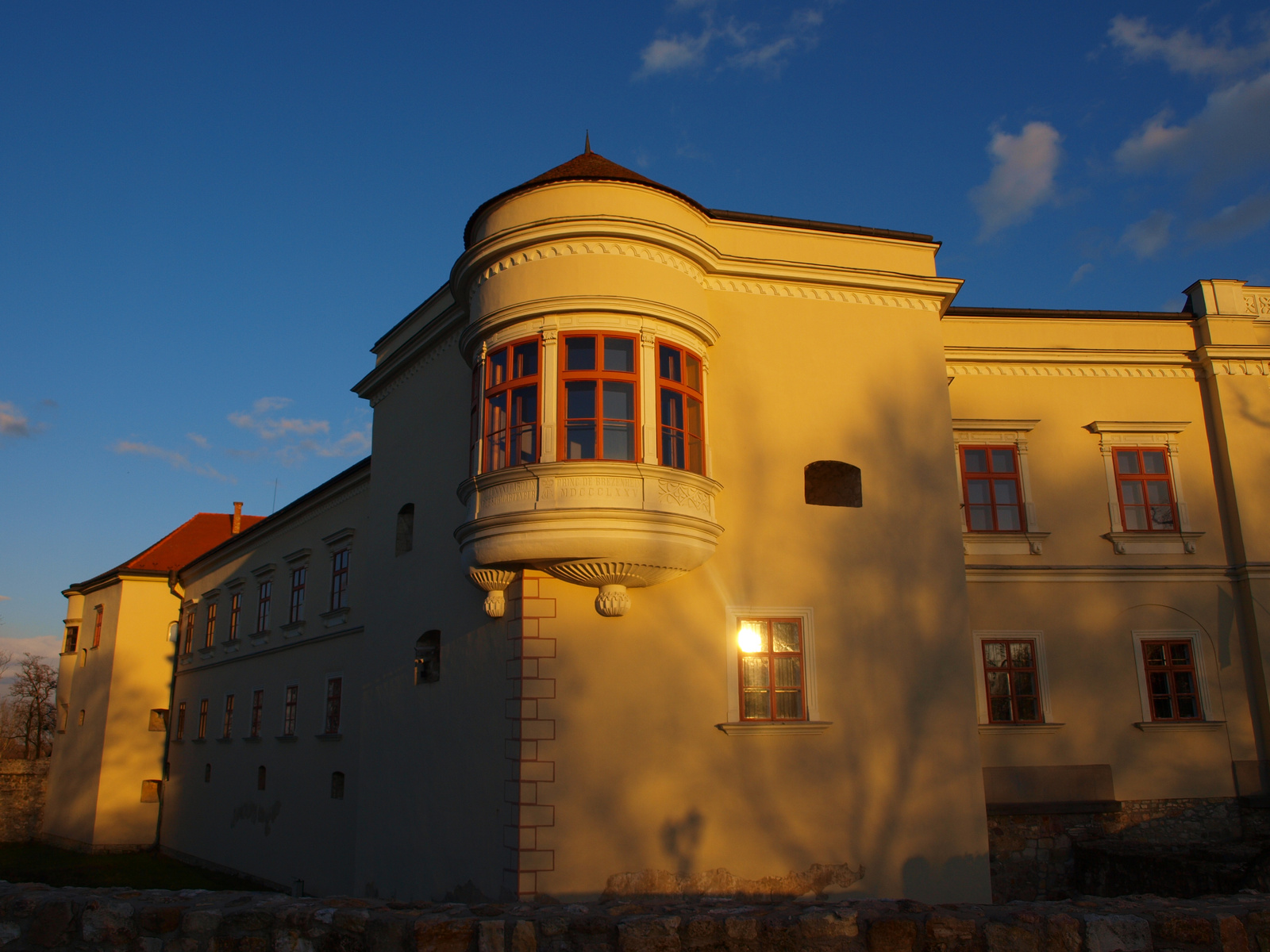
A várkastély északkeleti sarka a Sub Rosa erkéllyel
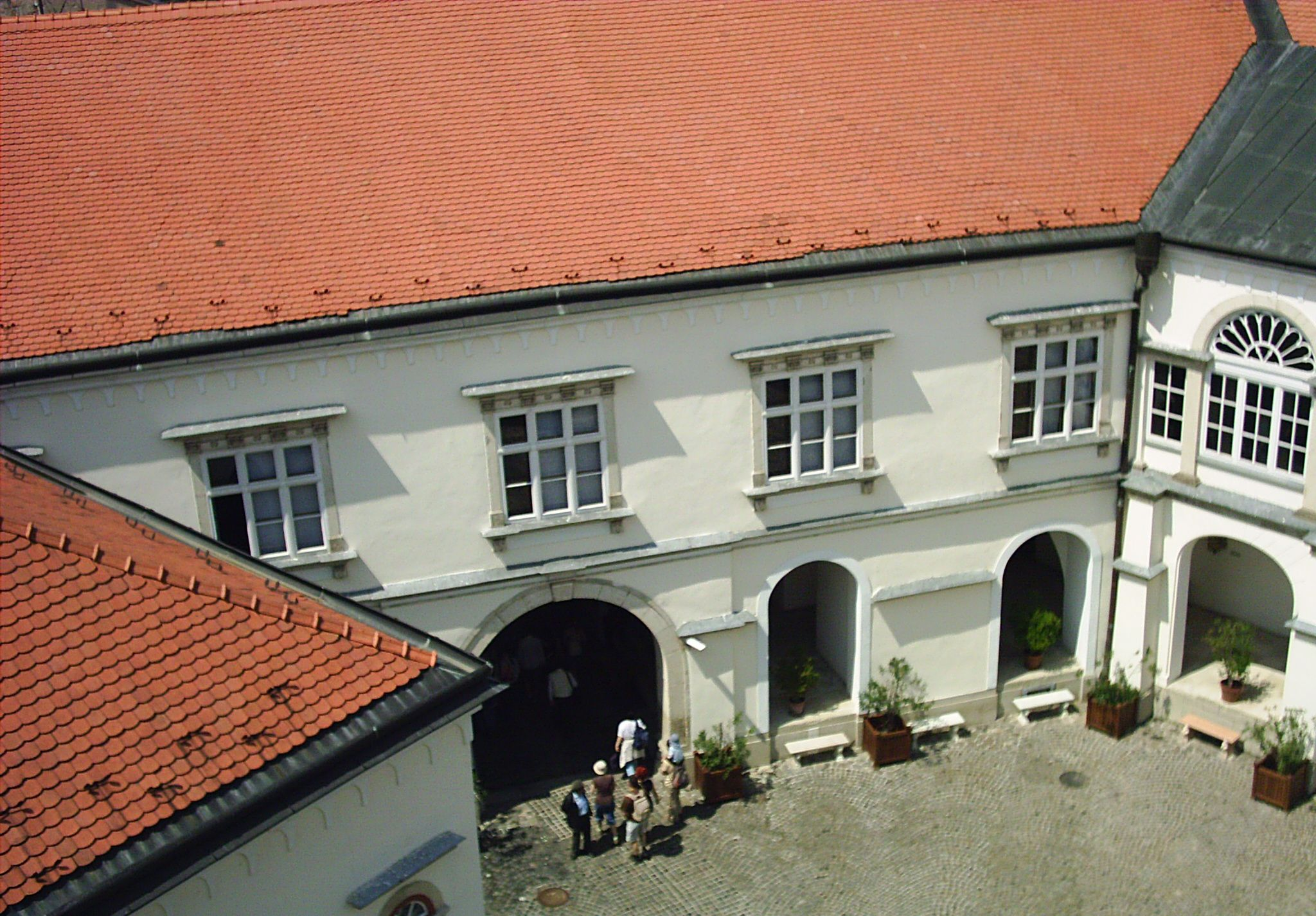
A sárospataki vár udvara a Vöröstoronyból nézve
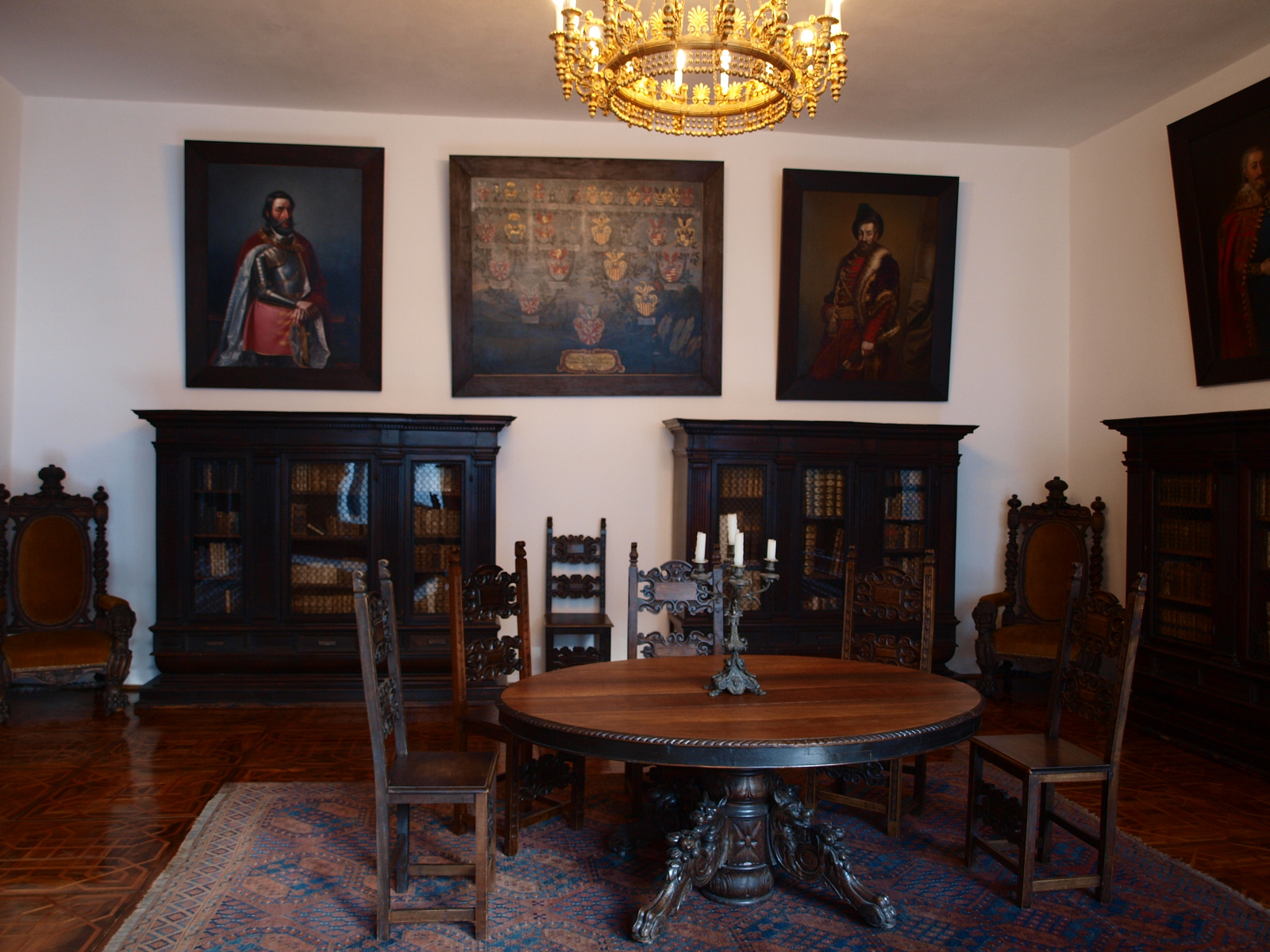
Részlet a Rákócziak rezidenciájából
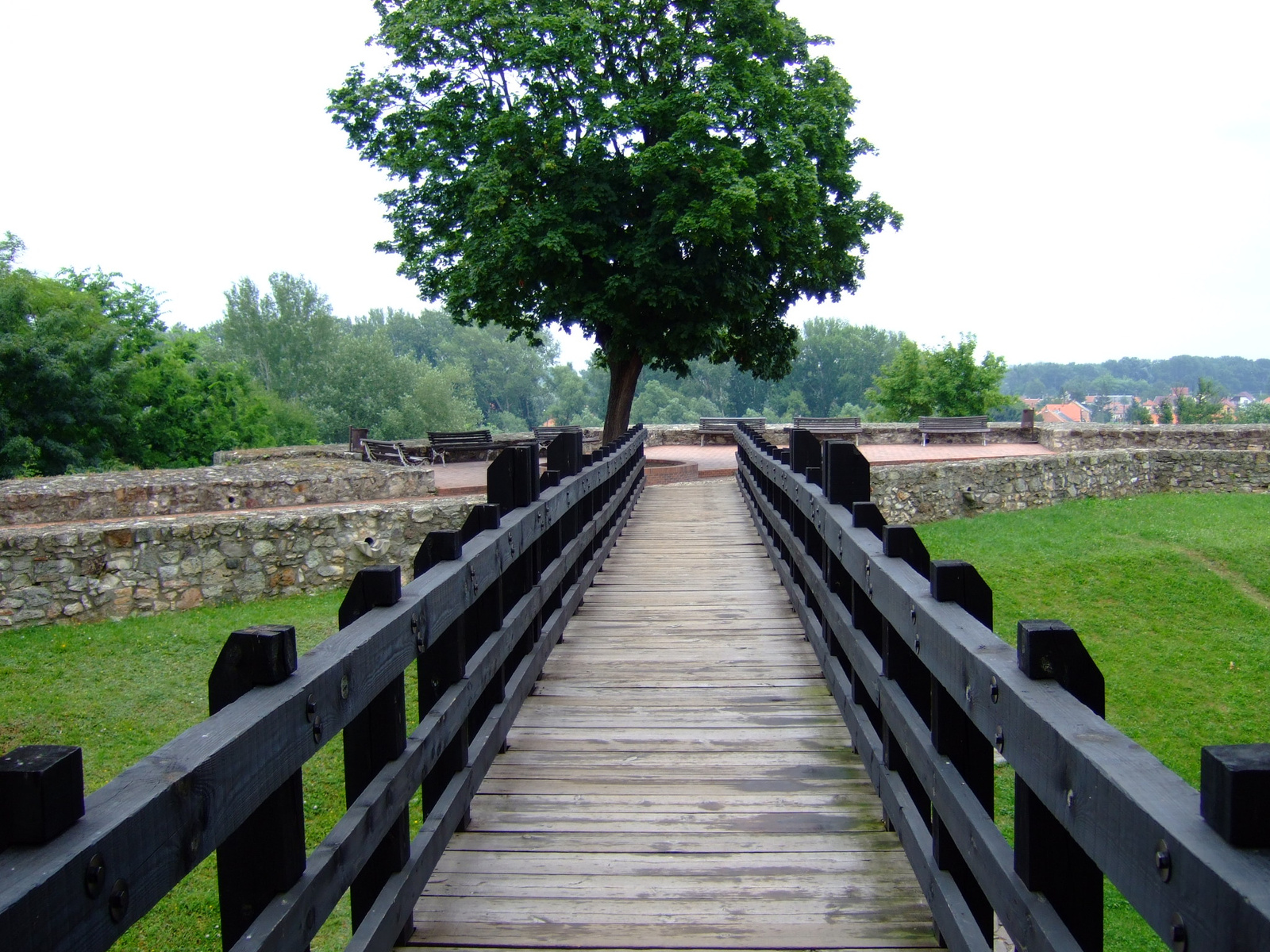
Hídon át a várfalmaradványokhoz (2010)